# Astronomska udruga Vidulini
Astronomska udruga Vidulini (AUV) osnovana je 7. travnja 2001. godine, kao pravni oblik udruge građana koji se bave astronomijom, astronautikom i drugim srodnim područjima znanosti i tehnike na amaterskom području. Sjedište udruge je u Kanfanaru. Velik trud je uložen na rad s mladima, što je deset godina nakon stvaranja rezultiralo uspjesima i rezultatima na ne samo domaćoj nego i na svjetskoj razini. 

## Aktivnosti

### cLARKe
Poseban angažman članova i suradnika AUV predstavljaju ljetne astronomske radionice pod nazivom cLARKe. Iako im je naglasak „astronomski” odrađivane su teme iz šireg spektra znanstveno-tehničkih grana i disciplina. U suradnji s članovima i suradnicima AUV, te uz pristanak roditelja djece i mladih od osnovnoškolske, srednjoškolske i studentske populacije od 2002. godine organiziramo jednu do tri višednevne radionice s različitim tematikama. Dvije su pozicionirane u ljetnim terminima a jedna u zimskom. Cjelodnevni boravak polaznika i voditelja-mentora na primjerenoj lokaciji uz osiguranu prehranu, sredstva za rad te materijale i teme radionica i postignute razultate na istima daju poticaj za nastavak takvog oblika rada s mladima. Osim uvoda u problematiku, teme radionica, tu se događaju i međunarodno priznata otkrića novih objekata i pojava u svemiru. Spoj je to teorije, iskustva i prakse uz vrijedne rezultate.

### M111
M111 je prvi hrvatski elektronički časopis za astronomiju i astronautiku. Godine 2003. časopis je formiran i ubrzo je objavljeno prvo elektroničko izdanje. M111 je jedan od prvih uopće časopisa u Republici Hrvatskoj načinjenih u e-obliku. Amaterski princip rada na dragovoljnoj osnovi rezultirao je opstankom časopisa tijekom svih ovih godina i njegovoj profilaciji među čitateljima. M111 izlazi kvartalno s oko 60-70 stranica A4 formata po pojedinom broju. Na web-stranicama časopisa (www.m-111.org) svi dosad izašli brojevi (njih devetnaest) se mogu potpuno slobodno i bez ikakove naknade skinuti u PDF formatu. 
Preko 1000 stranica s 600 izvornih autorskih članaka astronoma amatera (i ne samo njih) napisanih od strane 140 pojedinačnih autora iz 14 zemalja svijeta poklon su svakome s pristupom na internet.

### Svjetlosno zagađenje
Početkom desetljeća rastuća problematika devastacije noćnog krajobraza (svjetlosno zagađenje) ponukala je udrugu da se prema struci, javnosti, medijima i odgovornima postavi na način da se upozori na problem, prikaže što je to svjetosno zagađenje,  kako se manifestira te koje su implikacije svjetlosnog zagađenja, odnosno mogućnosti rješavanja problema o kojem je UN 1992. donio deklaraciju u kojoj kaže da zvjezdano nebo moramo očuvati za današnje i buduće generacije. Veliku ulogu u ovome imale su i web stranice Astronomske udruge Vidulini putem kojih je nemali broj djece, mladih, starijih sudjelovao na ovaj ili onaj način u rješenju problema. 
Mnogobrojni članci u svim medijima, razgovori, dogovori, predavanja, letci i ostalo, načinili su da je danas problem prepoznat i shvaćen u Hrvatskoj, a posebice u Istarskoj županiji. Rijetko se gdje još možemo susresti s postavljanjem nove rasvjete a da se pri novim svjetlotehničkim infrastrukturnim zahvatima ne vodi briga da se postavljaju isključivo ekološka rasvjetna tijela.
Već neko vrijeme u fazi izrade su nove, osuvremenjene web stranice s mnoštvom novih autorskih materijala i interaktivnog sadržaja. 
Dijelove autorskih materijala te web sučelje/dizajn uz dopusnicu udruge prihvatili su i u nekim drugim zemljama (Slovenija, Srbija.) kao primjer predstavljanja problematike. Same stranice su na nekoliko portala pohvaljene sadržajno i grafički a cijeli materijal i rad gotovo je u cijelosti učinjen zahvaljujući dobrovoljnom radu, trudu, vremenu i samofinanciranjem.

### Vidulini Observatory
Vidulini Observatory je naziv za zvjezdarnicu Astronomske udruge Vidulini. Sjedište zvjezdarnice je u Vidulinima u Istri, a u sklopu je znanstveno-istraživačke djelatnosti udruge. Voditelj projekta je Marino Tumpić i Gregor Srdoč.

### Astronautika
Astronautika je naziv za prvi hrvatski svemirski program. Ideja projekta je da se u svemir pošalje satelit napravljen u Hrvatskoj uz uspostavljanje smislenog programa koji kreće u tom smislu pomalo nalikuje na znanstvenu fantastiku, no to je realan program. Nakon godina „igranja” s elementima svemirskih misija i tehnologija prvenstveno na ljetnim radionicama cLARKe, članovi su se odlučili za naredni veliki korak; osmišljavanje i provedbu prvog hrvatskog svemirskog programa – ASTRONAUTIKA. Prvog svibnja 2009. godine program je i službeno predstavljen kolegama i javnosti. Pretpostavilo se nekoliko ključnih koraka. Edukacija u vidu popularizacije i senzibiliziranja javnosti za svemirske tehnologije u Hrvatskoj što je učinjeno i na čemu se i nadalje svakodnevno radi obzirom je riječ o permanentnom poslu. Izrada tehničkih tvorevina tipa „lander” i „rover”. U prvom se slučaju radi o nepokretnoj tehničkoj tvorevini, skupu uređaja i instrumenata sposobnih za samostalne zadatke bez kontakta s ljudima tijekom višetjednih operacija. Na projektu „lander” zasada je učinjena konstrukcija i postavljeni dijelovi opreme. Napredak ide prema raspoloživim sredstvima i vremenu. Znatno zahtjevnija pokretna tehnička tvorevina na kotačima s neovisnim i autonomnim upravljanjem te setom istraživačke opreme odmakla je i znatno dalje. Rover je „prohodao” i sada slijedi njegovo kompletiranje. Stratosferske sonde koje se lansiraju pomoću specijalnih metereoloških balona te skupa opreme i instrumenata unutar iste uspjeli smo izgurati s prvom potpuno uspješnom misijom takve vrste u Hrvatskoj (sonda HISTRION-2). Tijekom studenog ili prosinca u bliski svemirski prostor (visina 30km +1m) lansirat će se sonda tkz. druge generacije, a predviđeno je još nekoliko lansiranja tijekom naredne godine, uključivo i lansiranja potpuno operativnog pikosatelita (satelit mase do 1000g i max zapremine do 1dm3) kao stratosferske sonde. U tom trenutku AUV će biti spremna da uz pokroviteljstvo države, županije, privatnika. u vidu pokrivanja izrade i troška lansiranja pri nekoj od svjetskih privatnih ili državnih svemirskih agencija u svemir pošalje prvi hrvatski satelit. 
ASTRONAUTIKA, prvi hrvatski svemirski program pažljivo se osmišljava i provodi prema idejama, željama, znanju i mogućnostima članova udruge.

## Vanjske poveznice
- Vidulini Observatory  Arhivirana inačica izvorne stranice od 28. rujna 2011. (Wayback Machine)
- Astronautika.com
- M111  Arhivirana inačica izvorne stranice od 16. rujna 2011. (Wayback Machine)
- LightPollution.org